# Siège de la Swedbank (Riga)
Le siège de la Swedbank (en letton : Swedbank Centrālā ēka) ou Saules akmens est une gratte-ciel situé dans le quartier de Ķīpsala à Riga en Lettonie. 

## Présentation
Saules akmen est une tour de bureaux située à sur la rive gauche du Daugava. 
Le bâtiment compte 27 étages (26 étages + un étage technique), dont la hauteur totale, sans compter son antenne, est de 120,8 mètres, ce qui en faisat le deuxième plus haut bâtiment de Riga et de Lettonie lors de son inauguration. 
Les architectes du bâtiment sont Viktors Valgums (Zenico Projekts) et Alvis Zlaugotnis (Tectum). 
La construction du bâtiment de grande hauteur a débuté le 14 février 2003 avec la pose de la première pierre. Le bâtiment a été mis en service le 17 novembre 2004.
Avec ce bâtiment de grande hauteur, la construction d'immeubles de grande hauteur modernes à Riga a commencé.
Le siège de la Swedbank est situé dans le bâtiment. 

## Caractéristiques
Les caractéristiques principales sont:
- Hauteur du bâtiment : 122,78 mètres
- Nombre d'étages : 27 hors sol, 2 en sous-sol.
- 286 pieux, enfoncés jusqu'à 27 mètres.
- Superficie totale : 29 908 m2
- Surface de stationnement : 6 735 m2
- Surfaces au sol : en moyenne 756 m2
- Emplois : 1 100
- Places de stationnement :  400
- Capacité totale des ascenseurs : 14 500 kg
- Structures métalliques : 100 tonnes
- Béton : 14 000 m3
- Verre : 13 000 m3
- Câbles électriques : 500 km
- Canalisations : 50 km